# 1893
Il 1893 (MDCCCXCIII in numeri romani) è un anno  del XIX secolo.

## Eventi
- La città di Novosibirsk viene fondata in Siberia (Russia)
- 1º gennaio: il Giappone adotta il calendario gregoriano
- 17 gennaio: i coltivatori di zucchero americani, guidati dal Comitato Cittadino di Pubblica Sicurezza, rovesciano il governo della regina Liliuokalani del Regno delle Hawaii.
- 10 agosto:
  - la Banca d'Italia viene costituita, tramite la fusione di quattro banche: la Banca Nazionale del Regno d'Italia, la Banca Nazionale Toscana, la Banca Toscana di Credito e dalla liquidazione della Banca Romana.
  - con un regio decreto l'Italia adotta il sistema di determinazione del tempo legato ai fusi orari. Come meridiano di riferimento è scelto il punto in cui si incrociano il 42º parallelo Nord e il 15º meridiano Est. Viene denominato Termoli-Etna. Da allora l'ora di Termoli è quella del Tempo Medio dell'Europa Centrale e regola il Tempo Medio Ufficiale d'Italia. La norma entra in vigore il 31 ottobre con una rettifica di 10 minuti dell'orario.
  - Puglia: il terremoto del Gargano provoca 4 morti e gravi danni materiali a Mattinata.
- 17-19 agosto – Aigues-Mortes, Francia: eccidio di lavoratori italiani delle saline di Peccais aggrediti da operai francesi.
- 18 agosto: con la salita alla Punta Gnifetti la regina Margherita inaugura l'omonimo rifugio sul Monte Rosa, il più alto d'Europa.
- 7 settembre – Genova: viene fondato il Genoa Cricket and Football Club,  il più antico club calcistico in Italia ancora attivo.
- 9-25 dicembre – Sicilia: vaste manifestazioni di protesta del movimento dei Fasci siciliani contro la mafia e i grandi proprietari terrieri
- 15 dicembre: Giovanni Giolitti viene costretto alle dimissioni
- 23 dicembre – Sicilia: il presidente del consiglio Francesco Crispi proclama lo stato d'assedio e organizza l'intervento militare per reprimere le sommosse popolari dei fasci siciliani.

## Nati
Ci sono circa 1 360 voci su persone nate nel 1893; vedi la pagina Nati nel 1893 per un elenco descrittivo o la categoria Nati nel 1893 per un indice alfabetico.

## Morti
Ci sono circa 370 voci su persone morte nel 1893; vedi la pagina Morti nel 1893 per un elenco descrittivo o la categoria Morti nel 1893 per un indice alfabetico.

## Calendario
| Calendario 1893 | Calendario 1893 | Calendario 1893 | Calendario 1893 | Calendario 1893 | Calendario 1893 | Calendario 1893 | Calendario 1893 | Calendario 1893 | Calendario 1893 | Calendario 1893 | Calendario 1893 | Calendario 1893 | Calendario 1893 | Calendario 1893 | Calendario 1893 | Calendario 1893 | Calendario 1893 | Calendario 1893 | Calendario 1893 | Calendario 1893 | Calendario 1893 | Calendario 1893 | Calendario 1893 | Calendario 1893 | Calendario 1893 | Calendario 1893 | Calendario 1893 | Calendario 1893 | Calendario 1893 | Calendario 1893 | Calendario 1893 | Calendario 1893 |
| --------------- | --------------- | --------------- | --------------- | --------------- | --------------- | --------------- | --------------- | --------------- | --------------- | --------------- | --------------- | --------------- | --------------- | --------------- | --------------- | --------------- | --------------- | --------------- | --------------- | --------------- | --------------- | --------------- | --------------- | --------------- | --------------- | --------------- | --------------- | --------------- | --------------- | --------------- | --------------- | --------------- |
|                 | 1               | 2               | 3               | 4               | 5               | 6               | 7               | 8               | 9               | 10              | 11              | 12              | 13              | 14              | 15              | 16              | 17              | 18              | 19              | 20              | 21              | 22              | 23              | 24              | 25              | 26              | 27              | 28              | 29              | 30              | 31              |                 |
| Gennaio         | Do              | Lu              | Ma              | Me              | Gi              | Ve              | Sa              | Do              | Lu              | Ma              | Me              | Gi              | Ve              | Sa              | Do              | Lu              | Ma              | Me              | Gi              | Ve              | Sa              | Do              | Lu              | Ma              | Me              | Gi              | Ve              | Sa              | Do              | Lu              | Ma              |                 |
| Febbraio        | Me              | Gi              | Ve              | Sa              | Do              | Lu              | Ma              | Me              | Gi              | Ve              | Sa              | Do              | Lu              | Ma              | Me              | Gi              | Ve              | Sa              | Do              | Lu              | Ma              | Me              | Gi              | Ve              | Sa              | Do              | Lu              | Ma              |                 |                 |                 |                 |
| Marzo           | Me              | Gi              | Ve              | Sa              | Do              | Lu              | Ma              | Me              | Gi              | Ve              | Sa              | Do              | Lu              | Ma              | Me              | Gi              | Ve              | Sa              | Do              | Lu              | Ma              | Me              | Gi              | Ve              | Sa              | Do              | Lu              | Ma              | Me              | Gi              | Ve              |                 |
| Aprile          | Sa              | Do              | Lu              | Ma              | Me              | Gi              | Ve              | Sa              | Do              | Lu              | Ma              | Me              | Gi              | Ve              | Sa              | Do              | Lu              | Ma              | Me              | Gi              | Ve              | Sa              | Do              | Lu              | Ma              | Me              | Gi              | Ve              | Sa              | Do              |                 |                 |
| Maggio          | Lu              | Ma              | Me              | Gi              | Ve              | Sa              | Do              | Lu              | Ma              | Me              | Gi              | Ve              | Sa              | Do              | Lu              | Ma              | Me              | Gi              | Ve              | Sa              | Do              | Lu              | Ma              | Me              | Gi              | Ve              | Sa              | Do              | Lu              | Ma              | Me              |                 |
| Giugno          | Gi              | Ve              | Sa              | Do              | Lu              | Ma              | Me              | Gi              | Ve              | Sa              | Do              | Lu              | Ma              | Me              | Gi              | Ve              | Sa              | Do              | Lu              | Ma              | Me              | Gi              | Ve              | Sa              | Do              | Lu              | Ma              | Me              | Gi              | Ve              |                 |                 |
| Luglio          | Sa              | Do              | Lu              | Ma              | Me              | Gi              | Ve              | Sa              | Do              | Lu              | Ma              | Me              | Gi              | Ve              | Sa              | Do              | Lu              | Ma              | Me              | Gi              | Ve              | Sa              | Do              | Lu              | Ma              | Me              | Gi              | Ve              | Sa              | Do              | Lu              |                 |
| Agosto          | Ma              | Me              | Gi              | Ve              | Sa              | Do              | Lu              | Ma              | Me              | Gi              | Ve              | Sa              | Do              | Lu              | Ma              | Me              | Gi              | Ve              | Sa              | Do              | Lu              | Ma              | Me              | Gi              | Ve              | Sa              | Do              | Lu              | Ma              | Me              | Gi              |                 |
| Settembre       | Ve              | Sa              | Do              | Lu              | Ma              | Me              | Gi              | Ve              | Sa              | Do              | Lu              | Ma              | Me              | Gi              | Ve              | Sa              | Do              | Lu              | Ma              | Me              | Gi              | Ve              | Sa              | Do              | Lu              | Ma              | Me              | Gi              | Ve              | Sa              |                 |                 |
| Ottobre         | Do              | Lu              | Ma              | Me              | Gi              | Ve              | Sa              | Do              | Lu              | Ma              | Me              | Gi              | Ve              | Sa              | Do              | Lu              | Ma              | Me              | Gi              | Ve              | Sa              | Do              | Lu              | Ma              | Me              | Gi              | Ve              | Sa              | Do              | Lu              | Ma              |                 |
| Novembre        | Me              | Gi              | Ve              | Sa              | Do              | Lu              | Ma              | Me              | Gi              | Ve              | Sa              | Do              | Lu              | Ma              | Me              | Gi              | Ve              | Sa              | Do              | Lu              | Ma              | Me              | Gi              | Ve              | Sa              | Do              | Lu              | Ma              | Me              | Gi              |                 |                 |
| Dicembre        | Ve              | Sa              | Do              | Lu              | Ma              | Me              | Gi              | Ve              | Sa              | Do              | Lu              | Ma              | Me              | Gi              | Ve              | Sa              | Do              | Lu              | Ma              | Me              | Gi              | Ve              | Sa              | Do              | Lu              | Ma              | Me              | Gi              | Ve              | Sa              | Do              |                 |